# دریاچه چودزیاور
دریاچه چودزیاور (انگلیسی: Lake Chudzyavr) یک دریاچه در استان مورمانسک کشور روسیه است.